# Лангвад, Анника
Анника Лангвад (дат. Annika Langvad, род. 22 марта 1984, Силькеборг, Орхус) — датская профессиональная велогонщица. Шестикратная чемпионка мира по маунтинбайку (2011, 2012, 2014, 2016, 2017, 2018). Помимо маунтинбайка специализировалась в велокроссе и шоссейном велоспорте.

## Карьера
Лангвад начала свою карьеру в горном велосипеде в 2008 году в клубе Holte Mountain Bike Club. Уже через год она завоевала свой первый титул чемпионки страны в кросс-кантри XCO. 
В 2010 году Анника Лангвад стала трёхкратной чемпионкой Дании в групповой и индивидуальной гонке на шоссе и кросс-кантри. В 2010 году Лангвад присоединилась к команде Fujibikes Rockets и начала свою международную карьеру. Она участвовала в соревнованиях по кросс-кантри (XCO), кросс-кантри марафоне (XCM) и многодневках кросс-кантри. Первые международные успехи пришли к ней на длинных дистанциях. На чемпионате мира по маунтинбайк-марафону заняла третье место.
В 2011 году последовал её первый титул чемпионки в велокроссе. В 2011 году она завоевала титул чемпионки мира в маунтинбайк-марафоне. Затем она ещё четыре раза становилась чемпионкой мира по маунтинбайк-марафону — в 2012, 2014, 2017 и 2018 годах.
Всего она завоевала 19 титулов чемпионки страны: 12 в кросс-кантри XCO и XCM, 4 на шоссе и 3 в велокроссе.
Анника Лангвад пять раз выигрывала южноафриканскую многодневку Cape Epic: в 2014, 2015 и 2016 годах вместе с Арианой Кляйнханс, в 2018 году с Кейт Кортни и в 2019 году с Анной ван дер Брегген. Она также регулярно занимала подиум в других многодневках, таких как Swiss Epic и Cyprus Sunshine Cup.
Прорыв Лангвад в Кубке мира UCI по маунтинбайку произошел в 2015 году, когда она выиграла свою первую гонку Кубка мира по кросс-кантри в Валь-ди-Соле.
За этим последовали две победы в начале сезона 2016 года, где она уступила лидерство в общем зачёте Кэтрин Пендрел только в финальной гонке сезона. Но Лангвад стала чемпионкой мира по XCO в 2016 году. Пропустив летние Олимпийские игры 2012 года из-за перелома ребра за две недели до старта, она смогла принять участие в них в 2016 году и заняла 11-е место.
После того как в 2018 году кросс-кантри шорт-трек (XCC) был добавлен в Кубок мира в качестве новой дисциплины, Лангвад выиграла премьерный этап в Альбштадте. В целом в сезоне 2018 года она доминировала в шорт-треке: пять из шести гонок сезона она закончила на первом месте и одну — на втором. С этим результатом и двумя победами на олимпийской дистанции она снова закончила сезон на втором месте в общем зачёте Кубка мира, на этот раз позади Йоланды Нефф.
В сезоне 2019 года она подписала контракт с командой Анны ван дер Брегген Boels Dolmans Cycling Team, что привело к совместному старту на Cape Epic. Взамен Лангвад получила возможность участвовать в шоссейных гонках. Она заняла второе место на Страде Бьянке Донне, третье на Флеш Валонь Фамм и четвёртое на Амстел Голд Рейс.
В октябре 2020 года Лангвад объявила о своём уходе из велоспорта.

## Достижения

### Велокросс
2010—2011
 Чемпионка Дании по велокроссу
2013—2014
 Чемпионка Дании по велокроссу
2014—2015
 Чемпионка Дании по велокроссу

### Гравий
2023
2-я в Хальмстаде (мировая серия UCI)

### Маунтинбайк
| 2010 3-я в маунтинбайк-марафоне 2011 Маунтинбайк-марафон 2012 Маунтинбайк-марафон 2014 Маунтинбайк-марафон 2015 2-я на маунтинбайк-марафоне 2-я на смешанной командной эстафете 2016 Кросс-кантри 2017 Маунтинбайк-марафон 2-я на смешанной командной эстафете 2018 Маунтинбайк-марафон 2-я в кросс-кантри 3-я в смешанной командной эстафете | Кубок мира по кросс-кантри 2010: 26-я в генеральной классификации 2011: 9-я в генеральной классификации 2012: 28-я в генеральной классификации 2013: 18-я в генеральной классификации 2014: 8-я в генеральной классификации 2015: 6-я в генеральной классификации, победитель этапа 2016: 2-я в генеральной классификации, победитель двух этапов 2017: 3-я в генеральной классификации, победитель этапа 2018: 2-я в генеральной классификации, победитель двух этапов и пяти гонок на шорт-треке 2019: 39-я в генеральной классификации | 2016 2-я в кросс-кантри Чемпионка Дании в кросс-кантри (11): 2009, 2010, 2011, 2012, 2013, 2014, 2015, 2016, 2017, 2018 и 2020 Чемпионка Дании в маунтинбайк-марафоне (2): 2018 и 2020 |

### Шоссе
2010
 Чемпионка Дании — индивидуальная гонка
 Чемпионка Дании — групповая гонка
2011
 Чемпионка Дании — индивидуальная гонка
2013
 Чемпионка Дании — индивидуальная гонка
6-я на Чемпионате мира — индивидуальная гонка
2018
3-я на Чемпионате Дании — индивидуальная гонка
2019
2-я на Страде Бьянке Донне
3-я на Флеш Валонь Фамм
4-я на Амстел Голд Рейс

### Рейтинги
| Год                 | 2010  | 2011  | 2012 | 2013  | 2014 | 2015 | 2016 | 2017 | 2018  | 2019 |
| ------------------- | ----- | ----- | ---- | ----- | ---- | ---- | ---- | ---- | ----- | ---- |
| Мировой рейтинг UCI | 162-й | 334-й | -    | 146-й | -    | -    | -    | -    | 446-й | 52-й |
| Мировой тур UCI     |       |       |      |       |      |      | -    | -    | -     | 24-й |
|                     |       |       |      |       |      |      |      |      |       |      |
| Источник: UCI       |       |       |      |       |      |      |      |      |       |      |

## Личная жизнь
Параллельно с карьерой спортсменки Лангвад изучала стоматологию. Она закончила обучение в 2016 году и хотела бы работать стоматологом после завершения карьеры.